# 洛卡斯特 (新澤西州)
洛卡斯特（英語：Locust）是位於美國新澤西州蒙茅斯縣的非建制地區。

## 歷史
洛卡斯特的郵局於1893年設立，其後於1960年停運。

## 地理
洛卡斯特所處的海拔為高於海平面7米（即23英呎），而該地所採用的時區為UTC-5，即北美东部时区（EST）。同時該地設有夏令時間，為UTC-5調快一小時，即UTC-4（EDT）。